# توم إكريسلي
توم إكريسلي (بالإنجليزية: Tom Eckersley) هو لاعب كرة قدم بريطاني في مركز الوسط، ولد في 6 ديسمبر 1991 في آلترنكهام في المملكة المتحدة. لعب مع بولتون واندررز وستوكبورت كونتي ونادي أكرينغتون ستانلي ونادي اتحاد مانشستر ونادي بارو ونادي تاموورث ونادي ويتون ألبيون.

## وصلات خارجية
- توم إكريسلي على موقع قاعدة بيانات كرة القدم.إي يو (الإنجليزية)
- توم إكريسلي على موقع Soccerbase.com (لاعب) (الإنجليزية)
- توم إكريسلي على موقع Soccerway.com (الإنجليزية)